# Bulle (Doubs)
Bulle é uma comuna francesa na região administrativa de Borgonha-Franco-Condado, no departamento de Doubs. Estende-se por uma área de 14,03 km². Em 2010 a comuna tinha 446 habitantes (densidade: 31,8 hab./km²).